# 加德纳·福克斯
加德納·弗朗西斯·庫珀·福克斯（1911年5月20日—1986年12月24日）是一位美國作家，最出名的是他創造了DC漫畫大量的漫畫人物。漫畫書歷史學家估計，他一生寫了超過4000個漫畫故事。

## 生平
1911年出生在紐約布魯克林，他提出了羅馬天主教。福克斯回憶說，在以前的年齡時是由偉大的幻想小說作家的啟發。大約在他的第11歲生日，他得到了埃德加·赖斯·巴勒斯的《火星之神》和《火星的軍閥》，「我的書使我開闢了一個全新的世界」。在漫畫的存在之前，他在家讀了哈羅德·蘭姆、塔爾博特·瑟曼的書，約50年後，在自己的圖書館。
福克斯獲得了法律學位，從聖若望大學，並於1935年考入紐約的律師，他大概練了兩年左右。但隨著大蕭條逼他開始為寫DC漫畫的文·沙利文作編輯。作為一個作家，福克斯首次亮相在《偵探漫畫》，在黃金時代間歇性提供故事幾乎每本書的在直流陣容。他也是一個在《紙漿雜誌》中的積極貢獻者，和20世紀30年代和40年代的科幻小說雜誌。
博學多聞的福克斯將自己的作品引用眾多真實世界的歷史、科學和神話，他曾經說過：「知識是我愛好的一種」。例如，在跨度一年福克斯攻下了1956年匈牙利十月事件的太空競賽《原子俠故事》，18世紀的英國，微型畫卡，北歐神話和錢幣。他也相當得意自己塞滿書籍和雜誌的閣樓。
於1986年12月24日去世，享年75歲。

## 作品
- 《偵探漫畫》
- 《冒險漫畫》角色「睡魔」
- 《蝙蝠俠》幾個故事情節和其敵人「死亡醫生」
- 《閃電俠漫畫》前三個的故事
- 《鷹俠》
- 《美國正義聯盟》

## 外部連結
- 大漫画资料库上的页面：Gardner Fox
- 漫画书数据库：Gardner Fox
- 網路推理小說資料庫上的Gardner F. Fox